# Anta (departement)
Anta is een departement in de Argentijnse provincie Salta. Het departement (Spaans:  departamento) heeft een oppervlakte van 21.945 km² en telt 49.841 inwoners.

## Plaatsen in departement Anta
- Apolinario Saravia
- Ceibalito
- Centro 25 de Junio
- Chañar Muyo
- Chorroarín
- Coronel Mollinedo
- Coronel Olleros
- Curva del Turco
- Ebro
- El Quebrachal
- Gaona
- General Pizarro
- General Pizarro
- Joaquín Víctor González
- Las Flacas
- Las Flores
- Las Lajitas
- Luis Burella
- Macapillo
- Nuestra Señora de Talavera
- Palermo
- Piquete Cabado
- Rio del Valle
- Santo Domingo
- Tolloche
- Vinalito